# 르 피가로
피가로(Le Figaro)는 1826년에 창간된 프랑스의 일간신문으로 파리에서 발행된다. 프랑스의 유력지로서 세계적으로 권위있는 신문이다. 르 몽드와 리베라시옹과 함께 프랑스의 3대 신문으로 불린다.